# Tom Sutton
Tom Sutton (15. april 1937 – 3. maj 2002) var en amerikansk tegner, der også arbejdede under pseudonymerne Sean Todd og Dementia. Han er bedst kendt for sit arbejde for Marvel Comics, hvor han bl.a. bidrog til Spider-Man, og for Warren Publishing, hvor han var med til at tegne en række sort-hvide horror-tegneseriehæfter såsom Vampirella. Mod slutningen af sin karriere skabte han en række pornografiske BDSM-parodier på klassiske amerikanske tegneserier såsom Tales from the Crypt.